# 중산기념당

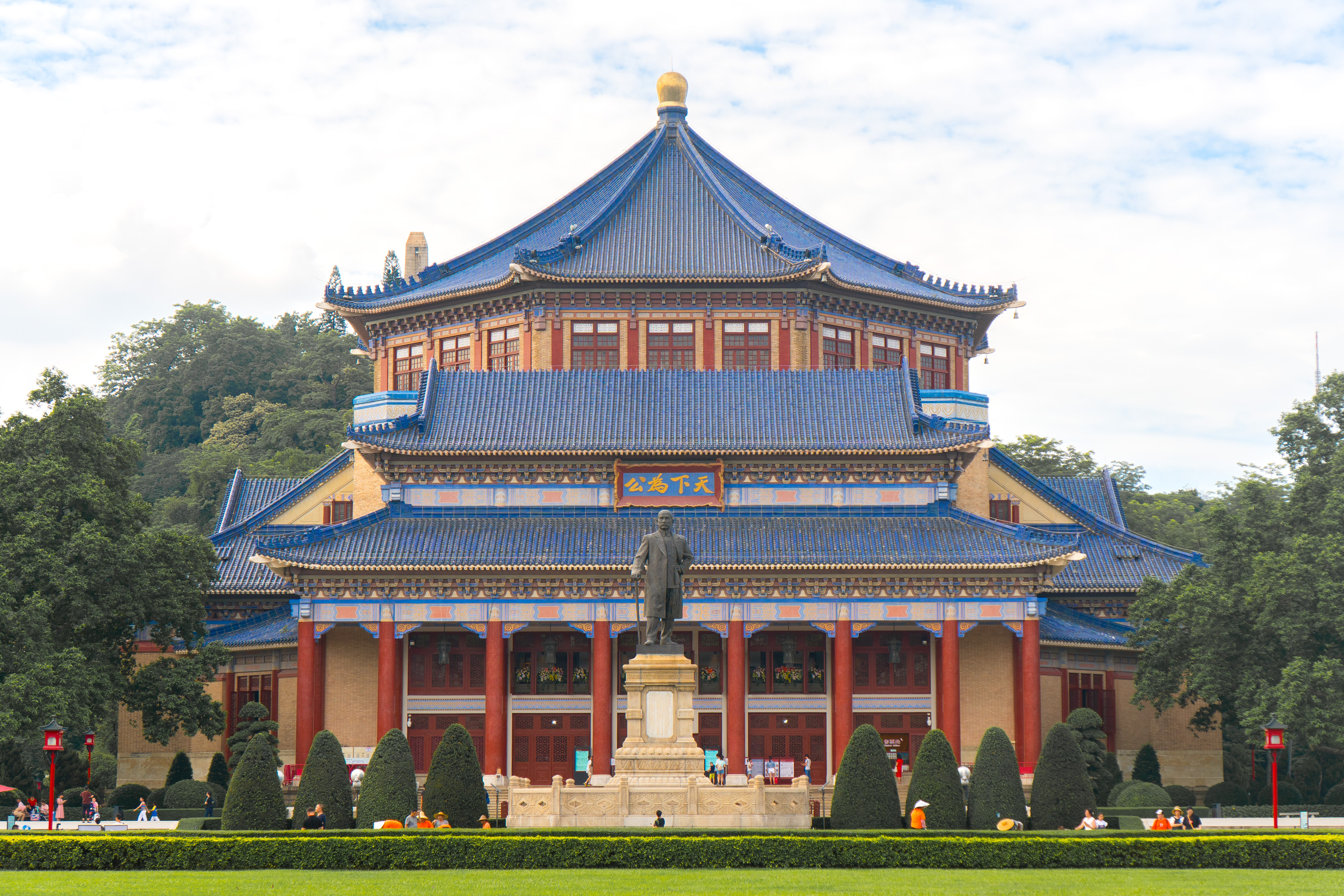
중산기념당

중산기념당(中山紀念堂)은 중화인민공화국 광저우시에 있는 건축물로, 중화민국이 대륙을 통치하던 1929년에 건설을 시작하여 1931년에 완성하였다. 쑨원을 기리기 위해 설립된 이 건축물은 현재는 중국 공산당이 관리하고 있다.

## 같이 보기
- 중산릉
- 국립국부기념관
- 손중산남양기념관